# Calvoa hirsuta
Calvoa hirsuta är en tvåhjärtbladig växtart som beskrevs av Joseph Dalton Hooker. Calvoa hirsuta ingår i släktet Calvoa och familjen Melastomataceae. Inga underarter finns listade i Catalogue of Life.